# Autoportrait (Cézanne, Londres)
Pour les articles homonymes, voir Autoportrait (homonymie).
L'Autoportrait est une peinture à l'huile sur toile de Paul Cézanne. Exécutée entre 1880 et 1881, elle est conservée à la National Gallery de Londres.

## Description
Il s'agit d'un des nombreux autoportraits que Cézanne a peints dans sa vie. Le peintre a ici un peu plus de quarante ans. Le papier peint à motifs de losange, sur le fond de la toile, est également reproduit dans de ses nombreuses natures mortes.